# Оливник (птах)
Оли́вник (Ixos) — рід горобцеподібних птахів родини бюльбюлевих (Pycnonotidae). Представники цього роду мешкають в Гімалаях і Південно-Східній Азії.

## Види
Виділяють п'ять видів:
- Оливник нікобарський (Ixos nicobariensis)
- Оливник гірський (Ixos mcclellandii)
- Оливник смугастоволий (Ixos malaccensis)
- Оливник зеленокрилий (Ixos virescens)
- Ixos sumatranus[4]

## Етимологія
Наукова назва роду Ixos походить від слова дав.-гр. ιξος — омела.